# Пантелеев, Евгений Алексеевич
Евгений Алексеевич Пантелеев (род. 13 сентября 1944) — российский промышленный и государственный деятель, кандидат технических наук (1986).

## Биография
Родился 13 сентября 1944 года в Уфе.
C 1961 года работал слесарем на Новоуфимском нефтеперерабатывающем заводе. В 1967 году окончил Московский институт нефтехимической и газовой промышленности (ныне Российский государственный университет нефти и газа). По окончании института работал инженером Московского нефтеперерабатывающего завода.
В 1970—1979 годах находился на комсомольской, партийной и советской работе. С 1979 по 1986 год работал главным инженером, а затем генеральным директор объединения «Мосбытхим».
В 1986—1990 годах снова занимался партийной и советской деятельностью: в 1986 году избран первым секретарём Куйбышевского райкома КПСС, в 1990 году — председателем Куйбышевского райсовета народных депутатов Москвы. В 1991 году стал членом правительства Москвы, префектом Восточного административного округа Москвы. С 1992 года — министр правительства Москвы, руководитель департамента промышленности.
До ноября 2000 года возглавлял совет директоров АО «Московский ликероводочный завод „Кристалл“». С января 2000 года являлся министром правительства Москвы, руководителем Департамента науки и промышленной политики.
Является руководителем «Косметического объединения „Свобода“».
С 1990 года по настоящее время является председателем Московской федерации тенниса, вице-президент Федерации тенниса России.
Женат, есть дочь.

## Награды
- Награжден орденами Трудового Красного Знамени (1986) и Почёта (1997)[5], медалями «За доблестный труд. В ознаменование 100-летия со дня рождения В. И. Ленина» (1970) и «В память 850-летия Москвы» (1997).
- Имеет Благодарность Председателя Совета Министров РФ (1993), Международную награду общественного призвания орденом «Слава России» (2006).
- Лауреат общенациональной программы «Россиянин года» за 2006 год в номинации «Инновационные технологии» присуждается за высокий вклад в разработку инновационной стратегии развития Московского региона.
- Почётный химик Российской Федерации (2006).
- Почётная грамота Совета Министров Республики Беларусь (9 декабря 2004 года) — за большой личный вклад в укрепление и развитие экономических, научно-технических и культурных связей между Республикой Беларусь и городом Москвой Российской Федерации[6]